# Stadio Ildo Meneghetti
Lo stadio Ildo Meneghetti (port. Estádio Ildo Meneghetti ), anche detto dos Eucaliptos (Stadio degli Eucalipti) è un impianto calcistico di Porto Alegre, in Brasile.
Benché tuttora esistente, lo stadio non è più utilizzato dal 1969 per gare al pubblico, ed è impiegato solo come campo d'allenamento; costruito nel 1931, aveva una capacità massima di 20 000 persone.
Il nome deriva da quello del suo progettista, l'architetto brasiliano Ildo Meneghetti, che fu anche presidente dello Sport Club Internacional.